# Hasztijan
Hasztijan (pers. هشتيان) – wieś w Iranie, w ostanie Azerbejdżan Zachodni. W 2006 roku  liczyła 818 mieszkańców w 128 rodzinach.